# بيتر ليند هايز
بيتر ليند هايز (بالإنجليزية: Peter Lind Hayes)‏ هو ملحن وممثل أمريكي، ولد في 25 يونيو 1915 بسان فرانسيسكو في الولايات المتحدة، وتوفي في 21 أبريل 1998 في الولايات المتحدة.

## أعمال

### أفلام
- (1944) النصر المجنح

## وصلات خارجية
- بيتر ليند هايز على موقع IMDb (الإنجليزية)
- بيتر ليند هايز على موقع ألو سيني (الفرنسية)
- بيتر ليند هايز على موقع ميوزك برينز (الإنجليزية)
- بيتر ليند هايز على موقع أول موفي (الإنجليزية)
- بيتر ليند هايز على موقع قاعدة بيانات برودواي على الإنترنت (الإنجليزية)
- بيتر ليند هايز على موقع قاعدة بيانات برودواي على الإنترنت (الإنجليزية)
- بيتر ليند هايز على موقع قاعدة بيانات الأفلام السويدية (السويدية)
- بيتر ليند هايز على موقع أول ميوزيك (الإنجليزية)
- بيتر ليند هايز على موقع ديسكوغز (الإنجليزية)
- بيتر ليند هايز على موقع قاعدة بيانات الفيلم (الإنجليزية)